# Marlborough (Massachusetts)
Marlborough é uma cidade localizada no condado de Middlesex no estado estadounidense de Massachusetts. No Censo de 2010 tinha uma população de 38.499 habitantes e uma densidade populacional de 672,57 pessoas por km².

## Geografia
Marlborough encontra-se localizada nas coordenadas 42° 20′ 59″ N, 71° 32′ 50″ O. Segundo a Departamento do Censo dos Estados Unidos, Marlborough tem uma superfície total de 57.24 km², da qual 54.04 km² correspondem a terra firme e (5.59%) 3.2 km² é água.

## Demografia
Segundo o censo de 2010, tinha 38.499 pessoas residindo em Marlborough. A densidade populacional era de 672,57 hab./km². Dos 38.499 habitantes, Marlborough estava composto pelo 80.9% brancos, o 2.76% eram afroamericanos, o 0.24% eram amerindios, o 5.02% eram asiáticos, o 0.06% eram insulares do Pacífico, o 7.69% eram de outras raças e o 3.33% pertenciam a dois ou mais raças. Do total da população o 10.84% eram hispanos ou latinos de qualquer raça.